# Толстенев, Владимир Егорович
Владимир Егорович Толстенев — советский работник сельского хозяйства, тракторист, Герой Социалистического Труда.

## Биография
Родился в 1909 году в хуторе Какичев
 (ныне Белокалитвинский район Ростовская область)  в семье казака.
С 1941 года участвовал в Великой Отечественной войне — служил трактористом в механизированной колонне инженерных войск. С 1943 по 1947 годы восстанавливал Сталинград. 
После возвращения домой продолжал работать в родном колхозе. Добросовестное отношение к технике и порученному делу позволяло механизатору из года в год добиваться высокой выработки, экономии горючего и средств на ремонте.
В 1965 году при неблагоприятных климатических условиях В. Е. Толстенев смог получить урожайность зерновых на площади 1484 га 10,5 центнера с гектара, что было выше среднего показателя по колхозу на 1,7 центнера.
На момент награждения званием Героя Социалистического Труда был трактористом колхоза им. Чапаева Белокалитвинского района.
О дальнейшей жизни Толстенева сведений нет.

## Награды
- Указом Президиума Верховного Совета СССР от 23 июня 1966 года за успехи, достигнутые в увеличении производства и заготовок зерновых и кормовых культур и высокопроизводительное использование техники, трактористу колхоза имени Чапаева Владимиру Егоровичу Толстеневу было присвоено звание Героя Социалистического Труда с вручением ордена Ленина и Золотой медали «Серп и Молот».
- Также награждён медалями.